# Pseudolasius hummeli
Pseudolasius hummeli é uma espécie de formiga do género Pseudolasius, pertencente à subfamília Formicinae.